# Miroslava (attrice)
Miroslava Šternová (Praga, 26 febbraio 1926 – Città del Messico, 9 marzo 1955) è stata un'attrice cecoslovacca, nota come Miroslava Stern o più semplicemente come Miroslava, che visse e lavorò in Messico.
In totale recitò in trentadue film.

## Biografia
Nata Miroslava Šternová a Praga, Cecoslovacchia (attuale Repubblica Ceca), si trasferì ancora bambina in Messico, al seguito dei suoi genitori adottivi che nel corso degli anni trenta cercavano di fuggire dalla guerra. Dopo aver vinto un concorso di bellezza, iniziò a studiare recitazione e prese parte a vari film messicani, lavorando occasionalmente anche a Hollywood.
Nel 1955 il regista Luis Buñuel le offrì un ruolo in Estasi di un delitto. Subito dopo il completamento del film, Miroslava si suicidò assumendo una massiccia dose di sonniferi. Il suo corpo fu trovato disteso sul letto, con in mano una fotografia del torero Luis Miguel Dominguín. I suoi amici dichiararono che il suicidio dell'attrice fu dovuto a un amore non corrisposto per Dominguín, che si era da poco sposato con l'attrice italiana Lucia Bosè. La Bosè divenne la protagonista del film successivo di Buñuel, Gli amanti di domani (1956).
Nella sua autobiografia del 1983, Mon dernier soupir ("Il mio ultimo respiro"), Buñuel ricorda l'ironia della cremazione di Miroslava in seguito al suo suicidio, rispetto a una scena di Estasi di un delitto, il suo ultimo film, in cui il protagonista crema una riproduzione in cera del personaggio di Miroslava. La vita dell'attrice fu anche il soggetto di una breve storia di Guadalupe Loaeza, che nel 1992 fu adattato in un film messicano intitolato Miroslava, con protagonista Arielle Dombasle.

## Filmografia parziale
- Cinque volti di donna (Cinco rostros de mujer), regia di Gilberto Martinez Solares (1947)
- Capitano Casanova (Adventure of Casanova), regia di Roberto Gavaldón (1948)
- Schiavi dell'odio (La posesión), regia di Julio Bracho (1950)
- Carcere di donne (Carcel de mujeres), regia di Miguel M. Delgado (1951)
- Fiesta d'amore e di morte (The Brave Bulls), regia di Robert Rossen (1951)
- Il mostruoso dottor Crimen (El monstruo resucitado), regia di Chano Urueta (1953)
- Le tre moschettiere (Las tres perfectas casadas), regia di Roberto Gavaldón (1953)
- La bestia magnifica (Lucha libre), regia di Chano Urueta (1953)
- Il paradiso dei fuorilegge (Stranger on Horseback), regia di Jacques Tourneur (1955)
- Estasi di un delitto (Ensayo de un crimen), regia di Luis Buñuel (1955)